# Juniore
Juniore — французская поп-группа из Парижа, в составе которой выступают Анна Жан (вокал, гитара и клавишные), Суонни Эльзингр (ударные) и Сэми Оста (остальные инструменты и продюсирование).

## История
Группа была основана в 2013 году в Париже, певицей, автором и композитором Анной Жан, дочерью писателя Жана-Мари Гюстава Леклезио.
В начале 2016 года группа выпустила первый EP под названием Marabout. В 2017 году вышел первый альбом группы Ouh là là.
Второй альбом группы под названием Un, deux, trois вышел в 2020 году.

## Музыкальный стиль
Музыкальный стиль группы относят к категории поп-музыки с влиянием йе-йе. Сайт AllMusic характеризует жанр музыки как инди-поп. Журнал Les Inrockuptibles относит стиль музыки к жанрам йе-йе и сёрф-року.

## Дискография
- 2016 : Marabout (EP)
- 2017 : Ouh là là
- 2020 : Un, deux, trois